# Флоренс Фостер Дженкінс (фільм)
«Флоренс Фостер Дженкінс» (англ. Florence Foster Jenkins) — британський біографічний трагікомедійний фільм, знятий Стівеном Фрірзом. Світова прем'єра стрічки відбулась 23 квітня 2016 року на Белфастському кінофестивалі. Фільм розповідає про Флоренс Фостер Дженкінс, жінку із заможної родини, яка стає оперною співачкою всупереч жахливому голосу.

## У ролях
- Меріл Стріп — Флоренс Фостер Дженкінс
- Г'ю Ґрант — Сейнт-Клер Бейфілд
- Саймон Гелберг — Косме Мак-Мун
- Ніна Аріанда — Аґнес Старк
- Ребекка Фергюсон — Кейтлін
- Джон Кавана — Артуро Тосканіні
- Аїда Гаріфулліна — Лілі Понс
- Джош О'Коннор — Донагі
- Еван Стюарт — полковник

## Виробництво
Зйомки фільму почались у травні 2015 року в Лондоні.

## Нагороди й номінації
| Список нагород і номінацій     | Список нагород і номінацій | Список нагород і номінацій            | Список нагород і номінацій       | Список нагород і номінацій | Список нагород і номінацій |
| Кінопремія                     | Дата церемонії             | Категорія                             | Номінант(и)                      | Результат                  | Дж                         |
| ------------------------------ | -------------------------- | ------------------------------------- | -------------------------------- | -------------------------- | -------------------------- |
| Кінопремія Голлівуду           | 6 листопада 2016           | Найкращий актор другого плану         | Г'ю Грант                        | Перемога                   | [ 3 ]                      |
| Премія БАФТА                   | 12 лютого 2017             | Найкраща акторка                      | Меріл Стріп                      | Номінація                  | [ 4 ]                      |
| Премія БАФТА                   | 12 лютого 2017             | Найкращий актор другого плану         | Г'ю Ґрант                        | Номінація                  | [ 4 ]                      |
| Премія БАФТА                   | 12 лютого 2017             | Найкращий дизайн костюмів             | Консолата Бойл                   | Номінація                  | [ 4 ]                      |
| Премія БАФТА                   | 12 лютого 2017             | Найкращий грим і зачіски              | Джей Рой Гелланд, Деніел Філліпс | Перемога                   | [ 4 ]                      |
| Премія Гільдії кіноакторів США | 29 січня 2017              | Найкраща акторка                      | Меріл Стріп                      | Номінація                  | [ 5 ]                      |
| Премія Гільдії кіноакторів США | 29 січня 2017              | Найкращий актор другого плану         | Г'ю Ґрант                        | Номінація                  | [ 5 ]                      |
| Премія «Золотий глобус»        | 8 січня 2017               | Найкращий фільм — комедія або мюзикл  | «Флоренс Фостер Дженкінс»        | Номінація                  | [ 6 ] [ 7 ]                |
| Премія «Золотий глобус»        | 8 січня 2017               | Найкращий актор (комедія або мюзикл)  | Г'ю Ґрант                        | Номінація                  | [ 6 ] [ 7 ]                |
| Премія «Золотий глобус»        | 8 січня 2017               | Найкраща акторка (комедія або мюзикл) | Меріл Стріп                      | Номінація                  | [ 6 ] [ 7 ]                |
| Премія «Золотий глобус»        | 8 січня 2017               | Найкращий актор другого плану         | Саймон Гелберг                   | Номінація                  | [ 6 ] [ 7 ]                |